# Marian Cojoc
Marian Cojoc (n. 12 iulie 1960, Petroșani, județul Constanța) este un istoric și profesor universitar român.
Este profesor universitar, titular al Departamentului de Istorie și Științe Politice, Facultatea de Istorie și Științe Politice a Universității „Ovidius” din Constanța. A fost expert evaluator la Oficiul Național al Burselor de Studii în Străinătate (ONBSS), CNEEA, ARACIS, Unitatea Executivă pentru Finanțarea Învățământului Superior, a Cercetării, Dezvoltării și Inovării (UEFISCDI), începând cu anul 2004. A fost prorector pentru probleme de învățământ al Universității „Ovidius” în perioadele 1 octombrie 2004 - 1 octombrie 2005 (cu delegație) și martie 2008 - februarie 2012 ; a fost decan (perioada 2004 - 2008) și anterior, prodecan (perioada 4 mai 2000 - 2002) al Facultății de Istorie și Științe Politice. În intervalul temporal februarie 1991 - noiembrie 1992 a fost ofițer activ în Ministerul de Interne, arma trupe de pază și ordine/jandarmi, ofițer-cadre, șef serviciu AFV și locțiitor pentru logistică, fiind trecut în rezervă cu gradul de căpitan. A obținut diploma de doctor în istorie cu teza Evoluția Dobrogei între anii 1944 - 1964. Principalele aspecte din economie și societate, coordonată de către prof. univ. dr. Ioan Scurtu. A parcurs toate treptele universitare (de la asist. univ., prin concurs începând cu anul universitar 1993/1994, lect. univ., 1996, conf. univ. 2001 si prof. univ. 2004/2005), fiind numit în repetate rânduri membru în comisii de doctorat la universitățile reprezentative din România, iar cărțile și studiile lui reprezintă instrumente de lucru extrem de utile pentru cercetătorii din țară și din străinătate. A fost unul dintre artizanii înnoirii Universității „Ovidius” din Constanța.
Marian Cojoc este autorul a zeci de studii și articole (10 volume din care 6 ca autor și 4 coautor, la care se adaugă coordonarea a altor 7 alături de alte 20 în calitate de editor, prefațator, referent științific, studiu introductiv).

## Lucrări publicate
Autor
- The Totalitarian Experiments in Romania. The Danube – Black Sea Canal, 1949-1953, Italian Academic Publishing, 2014, 211 pp, 7 maps. ISBN 978-88-98471-10-2;
- Revoluția română din decembrie 1989 în Dobrogea, București, Editura Institutului Revoluției Române din Decembrie 1989, 2011, pp. 295, cu o prefață de Prof.univ.dr. Ioan Scurtu și o postfață de Prof.univ.dr. Ion Calafeteanu;
- Rezistența armată din Dobrogea, 1945 – 1960, București, Academia Română, Institutul Național pentru Studiul Totalitarismului, 2004, pp. 410;
- Istoria Dobrogei în sec. XX: I. Canalul Dunăre - Marea Neagră,  1949-1953, București, Editura Mica Valahie, 2001, pp. 200, cu o prefață de prof. univ. dr. Ioan Scurtu, volum nr. 86 în colecția Academiei Române, Românii în istoria universală. The Romanians in World History, coordonator prof. univ. dr. Gheorghe Buzatu;
- Evoluția Dobrogei între anii 1944-1964. Principalele aspecte din economie și societate, București, Editura Universității București, 2001, pp. 226, cu o prefață de prof. univ. dr. Ioan Scurtu;
- Dobrogea de la reforma agrară la colectivizarea forțată (1945-1957), Constanța, Editura Muntenia & Leda, 2001, pp. 277, cu o prefață de prof. univ. dr. Ioan Scurtu, volum nr. 93 în colecția Academiei Române, Românii în istoria universală. The Romanians in World History, coordonator prof. univ. dr. Gheorghe Buzatu.

Coautor
- România, 1945-1989. Enciclopedia Regimului Comunist. Represiunea, F-O, Octavian Roske (coordonator), Colecția 	„Enciclopedii”, Institutul Național pentru Studiul Totalitarismului, București, 2012, pp. 716;[5]
- România, 1945-1989. Enciclopedia Regimului Comunist. Represiunea, Vol. 1 A-E, Octavian Roske (coordonator), Institutul Național pentru Studiul Totalitarismului, București, 2011, pp. 665;[6]
- Propagandă, contrapropagandă și interese străine la Dunăre și Marea Neagră (1919-1939), vol. I, București, Editura Universității din București, 2003, pp. 343, cu o prefață de prof. univ. dr. Constantin Bușe, volum nr. 102 în colecția Academiei Române, Românii în istoria universală. The Romanians in World History, coordonator prof. univ. dr. Gheorghe Buzatu;[7]
- Programul și documentele în domeniul asigurării calității la Universitatea Ovidius Constanța, coordonator prof. univ. dr. Adrian Bavaru, autori: prof. univ. dr. Virgil Breabăn, conf. univ. dr. Eden Mamut, conf. univ. dr. Marian Cojoc, lector univ. dr. Teodora Maria Onciu, Constanța, Editura Ovidius University Press, 2003, pp. 260;

Coordonator
- Tătarii în istoria românilor, coordonator conf. univ. dr. Marian Cojoc, Edititura Muntenia, Constanta, 2004, isbn: 973-692-036-4, pp. 286;
- Gramsci și Sartre - mari gânditori ai secolului XX, (coordonatori: Gheorghe Stoica, Marian Cojoc, Răzvan Pantelimon, Enache Tușa) București, Editura ISPRI, 2007, pp.174;
- Comisia Bilaterală a Istoricilor din România și Federația Rusă, Sesiunea a –IX-a, ediție româno-rusă (coordonatori: dr. Florin Constantiniu, membru corespondent al Academiei Române, prof. univ. dr. Marian Cojoc), Constanța, Editura Muntenia, 2005, pp. 276;

Editor, prefațator, postfațator, studiu introductiv, referent științific
- Postfață, Andrei Tinu, Scînteia de la Praga, Târgoviște, Editura Cetatea de Scaun, 2015, 450 pp. http://www.cetateadescaun.ro/ro/magazin/produs/istorie/scArnteia-praga Arhivat în 25 septembrie 2015, la Wayback Machine.;
- Prefață, Puiu Dumitru Bordeiu, Mișcarea Legionară în Dobrogea anilor 1940-1944 în documente, București, Editura Enciclopedică, 2014, 644 pp.;
- Prefață, Paul Andreescu, Culorile suferinței, vol.I, II, Iași, Editura Stef, 2013;
- Cuvânt Înainte, Puiu Dumitru Bordeiu, Mișcarea legionară în Dobrogea anilor 1932-1940 în documente, Constanța, Editura Muntenia, 2012, 544 pp;
- Prefață, la Educație interculturală dobrogeană, volum colectiv editat de Asociația pentru Resurse Culturale, Constanța, 2011, ISBN 978-973-0-11845-2, http://www.resurseculturale.ro/volum2/index.html Arhivat în 6 martie 2016, la Wayback Machine.;
- Orizonturi istoriografice, Anul II, Nr. 1, Iași, Casa Editorială Demiurg, 2011, pp. 373;
- Referenți științifici: Marian Cojoc, Viacheslav Kushnir, La frontierele civilizațiilor. Basarabia în context geopolitic, economic, cultural și religios, colectivul de editare: George Enache, Arthur Tuluș, Cristian-Dragoș Căldăraru, Eugen Drăgoi, Galați, Editura Partener, Galați University Press, 2011;
- Orizonturi istoriografice, Anul I, Nr. 1, Iași, Casa Editorială Demiurg, 2010, pp. 308;
- Prefață la Politică și alegeri în Anglia de la Glorioasa Revoluție la Marea Reformă 1688-1832, (autor: Costel Coroban), Editura Pim, Iași, 2010, 180p., ISBN 978-606-13-0040-2;
- România în calea imperialismului rus. Rusia, România și Marea Neagră, (autor: Petre Mihail Mihăilescu), îngrijire ediție alături de Mariana Cojoc și Gheorghe Buzatu, Iași, Tipo Moldova, 2010, pp. 442;
- Din istoria tătarilor, Contribuții istoriografice, vol. I, (coord. prof.univ.dr. Marian Cojoc, prof.ing. Erol Menadil), Constanța, Editura New Line, 2010, pp. 265;
- Ferestre în timp.Istoria transportului public în municipiul Constanța, (autor: Petrică Miu), Constanța, Editura Boldas, 2009;
- La revoluție se și moare, nu-i așa?, (autor: col. Remus Macovei), Constanța, Editura Boldas, 2009;
- Dobrogea – regiune transfrontalieră europeană. Cadrilaterul, (autor: Vasile Nicoară), Constanța, Editura Muntenia, 2009;
- Istoria românilor. Testare națională 2005 (autori: Claudia Portase, Sorina Plopeanu), Constanța, Editura Ex Ponto, 2005, pp. 92;
- Costinești. Pagini de istorie locală (autor Miu Petrică), Constanța, Editura Ex Ponto, 2005, pp. 170;
- Istoria românilor. Sinteze selective și teste (autor Rodica Pițigoi), Constanța, Editura Muntenia, 2004, pp. 219;
- Corupția și Armata Română (autor col. Remus Macovei), Constanța, Editura Muntenia, 2004, pp. 189;
- Istoria românilor. Examen de capacitate 2001, (autor Rodica Pițigoi) Constanța, Editura Muntenia & Leda, 2001, pp. 250;

Proiecte de cercetare - dezvoltare/grant
- The project TRANS-TOUR-NET: Creation and Marketing of Pilot Cross Border Tourist Products in Dobrudzha is a joint initiative of Bulgarian and Romanian organizations and is being implemented within the framework of the Romania-Bulgaria Cross Border Cooperation Programme 2007-2013. Project activities run from September 2010 till March 2012 and mainly concern the regions of Dobrich (Bulgaria), Constanta (Romania) and Silistra (Bulgaria). The leading organization in this project is International University College (Dobrich, Bulgaria). It is working in close cooperation with the other project partners – the Regional Museum of History (Dobrich, Bulgaria), Constanta Chamber of Commerce, Industry, Shipping and Agriculture (Romania), „Ovidius” University (Constanta, Romania) and „Ovidius” High School (Constanta, Romania) – Expert evaluator;
- IPR for SEE SEE/A/437/1.2/X 2010 – prof. univ. dr. MARIAN COJOC, membru în echipa de cercetare a Universității „Ovidius” Constanța;
- Europaeus program postdoctoral – Proiect cofinanțat din Fondul Social European prin Programul Operațional Sectorial pentru Dezvoltarea Resurselor Umane 2007 – 2013, Cod Contract: POSDRU89/1.5/S/64162; instituții partenere: Facultatea de Istorie, Universitatea din București, Institutul de Științe Politice și Relații Internaționale al Academiei Române și Universitatea Roma Tre – Italia; membru al echipei Facultății de Istorie și Științe Politice, Universitatea „Ovidius” Constanța; expert evaluator;
- Programe 2008 – Institutul Național pentru Studiul Totalitarismului – București, România 1948 – 1989. Enciclopedia regimului comunist. Forme de rezistență totalitară;
- Istoria și geopolitica Deltei Dunării și Insulei Șerpilor (1878 - 2008); finanțare: buget de stat - Consiliul Național al Cercetării Științifice din Învățământul Superior, programul: Cercetare exploratorie, membru în echipa de cercetare;
- Protejarea, dezvoltarea și promovarea produselor culturale cu relevanță la nivel european, în scopul dezvoltării durabile a spațiului rural din zona Dobrogei (Dobrocult); finanțare: buget de stat - Ministerul Educației și Cercetării, programul: Cercetare de excelență, CERES; categoria de proiect: M L - P-CD, 2006; contractor: Institutul de Etnografie și Folclor Constantin Brăiloiu; Subcontractor: Universitatea „Ovidius” Constanța; valoarea proiectului  (include alte surse atrase): 200.000 RON; valoarea contractului (sursa - buget de stat): 200.000 RON; durata contractului: 2 ani, 2 luni, 15 zile ; Calitatea – membru al echipei de cercetare, Universitatea „Ovidius” Constanța;
- Spațiul românesc – punte interculturală, de la tradiție la modernitate (secolele XVII – XX), nr. cod C.N.C.S.I.S. 1079, perioada 2005 – 2007 (în derulare); finanțator – Ministerul Educației și Cercetării, membru al echipei de cercetare;
- Romanian-Dutch funded Matra Pre-accession project (2001-2003),- Developing the National Strategy in the field of quality assurance in higher education in Romania, finalizat cu volumul Programul și documentele în domeniul asigurării calității la Universitatea Ovidius  Constanța, coordonator prof. univ. dr. Adrian Bavaru, autori: prof. univ. dr. Virgil Breabăn, conf. univ. dr. Eden Mamut, conf. univ. dr.  Marian Cojoc, lector univ. dr. Teodora Maria Onciu, Constanța, Editura  Ovidius University Press, 2003, pp. 260, membru al echipei de cercetare.
- Academia Română – Institutul Național pentru Studiul Totalitarismului (I.N.S.T.), Contract nr. 157/09.03.1998:

1. Tema A4: Studii comparative privind formarea și activitatea organizațiilor rezistenței împotriva bolșevismului din România și Basarabia;
2. Faza A.4.2: Grupuri de rezistență anticomunistă pe teritoriul Dobrogei după 6 martie 1945. Documente de arhivă;
3. Tema de cercetare: Aspecte ale rezistenței naționale sub regimul comunist pe teritoriul Dobrogei – coordonator Marian Cojoc;
4. Proiect finalizat în anul 2004 cu apariția volumului Marian Cojoc, Rezistența armată din Dobrogea, 1945 – 1960, București, Institutul Național pentru Studiul Totalitarismului, 2004, pp. 410;

## Studii și articole
- Percepții geostrategice la Dunăre și Marea Neagră (1941-1944). Perspectiva germană, în Germanii dobrogeni – Istorie și civilizație, coordonatori: prof.univ.dr. Valentin Ciorbea, Dr. Corina-Mihaela Apostoleanu, Dr. Olga Kaiter, Ediția a II-a revăzută și 	adăugită, Constanța, Editura Ex Ponto, 2014,  pp.303-308.
- Rolul Brigăzii 21 Trupe de Securitate Constanța în revoluția din decembrie 1989, în Ovidiu Mihalache, Sorin Marcel Colesniuc (coordonatori), Revoluția din Decembrie 1989. Valoarea libertății, 	Editura Etnous, Brașov, 2013, pp.71-106.
- 1939 – Pinnacle of the International System’ Crisis. Geostrategic perceptions,  pp. 350-366, în Muzeul 	Militar Național Regele Ferdinand – 90 de ani în slijba istoriografiei și muzeografiei militare 1923-2013, Colecția Studia, coordonator: conf.univ.dr. Comandor Olimpiu Manuel Glodarencu, Editura Muzeului Militar Național Regele Ferdinand, București, 2013,  pp.350-366.
- Nazarcea, în România, 1945-1989. Enciclopedia Regimului Comunist. Represiunea, F-O, Octavian Roske (coordonator), Colecția 	„Enciclopedii”, Institutul Național pentru Studiul Totalitarismului, București, 	2012, pp. 613-615;
- Năvodari, în România, 1945-1989. Enciclopedia Regimului Comunist. Represiunea, F-O, Octavian Roske (coordonator), Colecția 	„Enciclopedii”, Institutul Național pentru Studiul Totalitarismului, București, 2012, pp. 618-619;
- La dynamique de la collectivisation dans la region de la Dobroudja, în vol. In memoriam Liliana Lazia, coord. prof. univ. dr. Valentin Ciorbea, dr. Corina Apostoleanu, Adriana Gheorghiu, Constanța, Editura Ex Ponto, 2012, pp. 129-141;
- Geopolitics and Geostrategy at the Danube and the Black Sea. Romanian Perceptions (January 1939 – June 1941) 	pp. 161-174 în „Revista Română de Studii Eurasiatice”, anul VII, nr. 1-2/2011, „Ovidius” University Press, Constanța, pp. 161-174;
- La question de la collectivisation dans la vision politique du Parti Roumain des Ouvriers et dans la législation du nouveau régime, în Studia varia in honorem Professoris Panait I. Panait Octogenarii, coordonator Andreea Atanasiu-Croitoru, Constanța, Editura Muzeului Marinei Române, 	2011, pp. 307- 319;
- Canalul Dunăre-Marea Neagră în volumul Octavian Roske (coordonator), România, 1945-1989. Enciclopedia Regimului Comunist. Represiunea, Vol. 1 A-E, Institutul Național pentru Studiul Totalitarismului, București, 2011, pp. 241-250;
- The Working Conditions At The Danube-Black Sea Canal. Building Effectives: Prisoners, Workings And Soldiers în Timp 	pentru istorii controversate: 1878-2008-130 de ani de la stabilirea relațiilor diplomatice între Rusia și România, coordonator: Mariana Cojoc, Ediție specială, „Analele Universității Ovidius Constanța”, seria Istorie, Științe Politice, Relații Internaționale, Studii de securitate, volumul 7/2010, Constanța, Ovidius University Press, 2011, pp. 115-129;
- Cuvânt înainte, în „Orizonturi istoriografice”, Anul II, Nr. 1, Iași, Casa Editorială Demiurg, 2011, p. 5;
- Cuvânt înainte la deschiderea periodicului, în „Orizonturi istoriografice”, Anul I, Nr. 1, Iași, Casa Editorială Demiurg, 2010, pp. 5-6;
- Landmarks of Constanta at the end of the 19th Century and the beginning of the 20th Century, (Mariana Cojoc, Marian Cojoc), în From Kaftan to Redingote: The Romanian World From Exotism To Modernism (17th-20th Centuries), coordonatori: Iolanda Țighiliu,  Marian Cojoc, Daniel Flaut, Editura Cetatea de Scaun, Târgoviște, 2011, pp. 133-150;
- The Legal Basis Of The Danube-Black Sea Canal’s Construction (1949-1953), în „Analele Universității Ovidius Constanța”, seria Istorie, Științe Politice, Relații Internaționale, Studii de securitate, volumul 6/2009, Constanța, „Ovidius” University Press, 2010, pp. 9-16;
- O carte remarcabilă. Considerații finale, în vol. România în calea imperialismului rus. Rusia, România și Marea Neagră, (Mariana Cojoc, Marian Cojoc), Petre Mihail Mihăilescu, Iași, Tipo Moldova, 2010, pp. 439-442;
- Personalitatea de excepție a lui Mustafa Kemal Atatürk (18 martie 1881, Selanâk/Salonic – 10 noiembrie 1938 Istanbul), în volumul Din istoria tătarilor. Contribuții istoriografice, vol. I, (coord. prof.univ.dr. Marian Cojoc, prof.ing. Erol Menadil), Constanța, Editura New Line, 2010, pp. 143-152;
- Considerații privind metodologia cercetării istorice, în „Analele Universității Creștine Dimitrie Cantemir”, București, s.n., anul I, nr. 1/2010, pp. 203-208;
- Situația Trupelor de Securitate în decembrie 1989. Cazul Brigăzii 21 Constanța., în „Document”, Buletinul Arhivelor Militare Române, anul XII, nr. 4 (46)/2009, pp. 39-51;
- În loc de prefață. Parafrază la debutul Războiului Rece, în Considerații privind interesele marilor puteri în bazinul Mării Negre la începutul Războiului Rece, Marius-George Cojocaru, Iași, Editura PIM, 2009, pp.5-11;
- Totalitarian experiments in Eastern Europe. Some historical aspects of the Danube-Black Sea Coast (1949-1953), pp.105-123 în „Revista Română de Studii Eurasiatice”, anul IV, nr. 1-2/2008, „Ovidius” University Press, Constanța;
- Remodelarea structurilor organismelor europene dupa 1989. Etapele extinderii Uniunii Europene în Revoluția din decembrie 1989 și integrarea europeană a României, Lucrările sesiunii științifice a IRRD din 21 decembrie 2007, cu prilejul aniversării a 18 ani de la Revoluția Română din decembrie 1989, coordonator Ion Calafeteanu, Bucuresti, Editura Militară, 2008, pp. 19-40;
- Semnificația sistemului informativ la Canalul Dunăre – Marea Neagră (1949-1953), în Canalul Dunăre – Marea Neagră istorie, actualitate și perspective, coordonatori: Valentin Ciorbea, Ovidiu Sorin Cupșa, Constanța, Editura Ex Ponto, 2008, pp. 103-115;
- National Identity and European Integration, în 1989- Decisive year in the history of Europe, coordonator Al Oșca, english version, Pitești, Editura Paralela 	45, 2008, pp. 233-237;
- Geopolitical implications of the Soviet presence in the low Danube and the Black Sea Coast area after 23th August 1944, în „Revista Română de Studii Eurasiatice”, anul III, nr. 1-2/2007, „Ovidius” University Press, Constanța, pp.163-169;
- National Minorities in Dobroudja During the First Stage of Communism (1947-1965). A Case Study: the Greeks, the Turks and the Tartars, în Dobrudja: A Cross Cultural Pool. A Multi-Ethnic Space, coordinators: Marian Cojoc, Târgoviște, Editura Cetatea de Scaun, 2007, pp. 167-198;
- Evoluția portului Constanța după 23 august 1944. Impactul Convenției de Armistițiu din 12/13 septembrie cu Națiunile Unite, în Portul 	Constanța între tradiție, actualitate și perspective (coordonator prof.univ.dr. Valentin Ciorbea), Constanța, Editura Companiei Naționale Administrația Porturilor Maritime Constanța, 2007, pp. 187-208;
- The juridical foundation for the construction of the Danube/Black Sea Canal (1949-1953), în Hegemoniile trecutului. Evoluții românești și europene, București, Editura Curtea Veche, 2006, pp. 353-358;
- Resorturi bibliografice despre Revoluția Română din Decembrie 1989, în „Caietele Revoluției”, nr. 4 (6), 2006, Institutul Revoluției Române din Decembrie 1989, pp. 57-58;
- Percepții geostrategice la Dunăre și Marea Neagră (1941-1944). Perspectiva germană (I), în Germanii dobrogeni – Istorie și civilizație (coordonator Valentin Ciorbea), Constanța, Editura Muntenia, 2006, pp. 389-398;
- Geopolitică și geostrategie la Dunăre și Marea Neagră (ianuarie 1939 – iunie 1941), în prof. univ. dr. Florin Constantiniu, membru corespondent al Academiei Române, prof. univ. dr. Marian Cojoc (coordonatori), Comisia Bilaterală a Istoricilor din România și Federația Rusă, Sesiunea a –IX-a, ediție româno-rusă, Constanța, Editura Muntenia, 2005, pp.145-174;
- The Lower Danube and the Black Sea Region. Some Geo-Political Considerations, în Tătarii în istoria românilor, vol. II, coordonator Marian Cojoc, Constanța, Editura Muntenia, 2005, pp. 91-96;
- Dimensiunea geopolitică a anului 1939, în „Tomis”, nr. 7, iulie 2005, pp. 19-23;
- Geopolitical implications of the soviet presence in the Low Danube in the Black Sea Coast Area after 23rd August 1944, în „Romania Naval Museum Yearbook”, volume VII, 2004, Constanța, pp. 227-232;
- Aplicarea Convenției de Armistițiu cu Națiunile Unite din 12-13 septembrie 1944 în Dobrogea, în „Analele Universității Ovidius – Seria Istorie, vol. I, 2004, pp. 133-153;
- Preliminariile Războiului Rece între Dunăre și Mare, în „Anuarul Muzeului Marinei Române”, tom VI, 2003, Constanța, 2004, pp. 541-553;
- Anul 1953 în istoria tătarilor dobrogeni, în vol. Tătarii în istoria românilor, coordonator conf. univ. dr. Marian Cojoc, Constanța, Editura Muntenia, 2004, pp. 161-282;
- Percepția Războiului Rece între Dunăre și Marea Neagră în primul deceniu postbelic, în „Arhivele Totalitarismului”, nr. 42/43, 2004, pp. 57-67;
- Repere existențiale ale Constanței la sfârșitul secolului XIX și începutul secolului XX, partea a II, în „Tomis”, nr. 12, decembrie 2003, pp. 100-104;
- Repere existențiale ale Constanței la sfârșitul secolului XIX și începutul secolului XX, partea I, în „Tomis”, nr. 11, noiembrie 2003, pp. 10-13;
- Dobrogea în propaganda antinațională (1918 - 1939), în „Tomis”, nr. 11,  noiembrie 2003, pp. 13-16;
- Incertitudinile unei regiuni istorice. Dobrogea de la 23 august la 13 septembrie 1944, în vol. Un destin și o viață. Omagiu profesorului Radu Ciuceanu la 75 de ani, vol. coordonat de Florin Constantiniu, membru corespondent al Academiei Române, Dalila Lucia-Aramă și Dan Cătănuș, București, I.N.S.T., 2003, pp. 253-261;
- Repere economico-sociale în Dobrogea primelor decenii postbelice, în vol. Studii istorice dobrogene, coordonator prof.univ.dr. Valentin Ciorbea, Constanța, Editura „Ovidius” University Press, 2003, pp. 455-479;
- Unele considerații privind turco-tătarii din Dobrogea între anii 1944-1966, în vol. Tătarii în istorie și în lume (coordonator științific Tahsin Gemil), București, Editura Kriterion, 2003, pp. 279-292;
- Psihoza notelor informative la Canalul Dunăre-Marea Neagră (1949-1953), în „Revista Istorică”, s.n., tom XIII, nr. 5-6/septembrie-decembrie 2002, pp. 27-39;
- Preocupări actuale privind protecția patrimoniului cultural național, în „Analele Asociației Naționale a Tinerilor Istorici din Moldova”, 3, Chișinău, Editura Pontos, 2002, pp. 166-170;
- Din activitatea serviciilor secrete austro-ungare pe teritoriul României (1917-1918), în „Analele Dobrogei”, s.n., an VII, nr. 1/2001, Constanța, pp. 323-336;
- Repere cu semnificație geostrategică în ținutul românesc dintre Dunăre și Mare după Al Doilea Război Mondial, în „Anuarul Muzeului Marinei Române”, 2001, tom IV, Constanța, Editura Companiei Naționale Administrația Porturilor Maritime Constanța S.A., 2001, pp. 223-245;
- Începutul ocupației sovietice în Dobrogea, în „Anuarul Muzeului Marinei Române”, tom II, 2000, pp. 35-62;
- Manifestări politice în Dobrogea la sfârșitul celui de-Al Doilea Război Mondial. Alegerile din noiembrie 1946- pas decisiv în lichidarea democrației, în vol. Omagiul istoricului Ioan Scurtu, coord. Horia Dumitrescu, Focșani, 2000, pp. 623-640;
- Octombrie 1944 în ținutul dintre Dunăre și Mare. Noi documente privind ocupația sovietică, în „Anuarul Muzeului Marinei Române”, 2000, tom III/2, Constanța, Editura Companiei Naționale Administrația Porturilor Maritime Constanța SA, 2001, pp. 269-275;
- Alte documente privind ocupația sovietică la malul românesc al Mării Negre din lunile noiembrie și decembrie 1944, în „Anuarul Muzeului Marinei Române”, 2000, tom III/2, Constanța, Editura Companiei Naționale Administrația Porturilor Maritime Constanța SA, 2001, pp. 275-287;
- Rolul factorului sovietic și al propagandei socialiste în construcția Canalului Dunăre- Marea Neagră (1949-1953), în „Analele Dobrogei”, s.n., an VI, nr. 1/2000, Constanța, pp. 342-365;
- Din geopolitica unei zone. Acțiuni subversive și interese străine în Delta Dunării 1940-1944, în „Analele Dobrogei”, s.n., nr. 2, Constanța, 1999, pp. 239-249;
- Sud-Estul Europei în schimbul de hegemonie, 1944-1947, în vol. Pagini din istoria sec. XX. Lumea–o lume de relații, coord. Gh. și L. Dumitrașcu, Constanța, 1999, pp. 59-67;
- Acțiuni subversive și interese străine în Delta Dunării 1940-1944, în „Arhivele Totalitarismului”, an VII, nr. 24-25, 3-4/1999, pp. 42-47;
- Regionala Marea, un episod al rezistenței anticomuniste din Dobrogea, în „Marea Noastră pentru tineret”, an II, nr. 1 (2)/martie 1999, pp. 23-29;
- Mișcarea de rezistență anticomunistă din Dobrogea, 1949, I, în „Arhivele Totalitarismului”, VI, nr.1/1998, pp. 94-116 (fragment din tema de cercetare Aspecte ale rezistenței naționale sub regimul comunist pe teritoriul Dobrogei, coordonator Marian Cojoc);
- Despre unele minorități din Dobrogea, 1944-1948. Ruso-lipovenii, în „Arhivele Totalitarismului”, VI, nr.2-3/1998, pp. 26-35;
- Considerații generale privind mișcarea de rezistență în Dobrogea, 1948-1953, în „Arhivele Totalitarismului”, VI, nr. 4/1998, pp. 76-83;
- Regionala Marea, episod al rezistenței anticomuniste din Dobrogea II (1948-1952), în vol. Timpul istoriei II. Profesorului Dinu C. Giurescu, vol. îngrijit de I. Scurtu și M.S.Rădulescu, București, 1998, pp. 332-341;
- Istoria și teoria mentalitățior (în colaborare cu Gheorghe Dumitrașcu) în Vol. Istoria și teoria mentalităților. Note de curs, Constanța, Editura Fundației „Andrei Șaguna”, 1997, pp. 7-73;
- Political and Military implication of the presence in the Low Danube and the Black Sea Coast Area, 1944, în Danube-the River of Cooperation, sixth Conference, Edited by Edita Stojic, Belgrad, 1994, pp. 152-166;
- Portul Constanța și marina română în documente de arhivă (1944-1947), în „România de la Mare”, V, 1996, nr. 7, pp. 33-37;
- Rezistența anticomunistă din Dobrogea, 1948-1958. Coordonate istorice, în „Arhivele Totalitarismului”, V, nr.2-3/ 1997, pp. 57-66;
- Regionala Marea, episod al rezistenței anticomuniste din Dobrogea, lotul I  (1948-1952), în „Buletinul celei de-a XV a sesiuni de comunicări științifice a cadrelor didactice”, vol. VI, secțiunea VI, științe socio-umane și comportamentale, Constanța, 5-7 noiembrie 1997, Academia Navală „Mircea cel Bătrân”, Constanța, 1997, pp. 76-87.

## Premii și distincții
- Diplomă pentru management modern în educație, (10 mai 2008, M.E.C.T., OSC, The Red Pointș);
- Certificat de membru al Deutsch-Rumänische Akademie, Internationales Forum Für Wissenschaften, Etnik, Theologie, Literatur und Kunst, Mainz;
- Diplomă pentru cooperare profesională în proiectul româno - olandez "Matra", de preaderare a României la Uniunea Europeană - Developind the National Trategy in the field of quality assurance in higher education in Romania, (2001 - 2003), (14 martie 2003);